# 大津地方検察庁襲撃事件
大津地方検察庁襲撃事件（おおつちほうけんさつちょうしゅうげきじけん）とは、1950年（昭和25年）12月1日に、滋賀県大津市で発生した事件。

## 事件概要
1950年12月1日午前10時30分頃、日本共産党地区委員や旧朝連の幹部ら3人が大津地方検察庁を訪れ、勾留されている同志の釈放を検事正に要求した。検事正がこの要求を拒否したところ、朝鮮人約100人が集まり検察庁内に侵入しようとした。大津地検は大津市警察に警察官の派遣を依頼、大津市警だけでは足りないため、国家地方警察にも救援を求めた。警察官到着後、検察庁は解散を命じ、実力で排除した。その際に2人を逮捕し、群集は一旦解散した。
この日の大津市は雨が降っており、職にアブれた日雇労働者は失業認定のために公共職業安定所に集まっていた。手続き終了後、日雇労働者は大津市役所経由で大津地方検察庁に集まってきた。
すると、先ほど解散した朝鮮人の群集が再結集して、日雇労働者の集団を巻き込むような形で、再度地検に突入してきた。日雇労働者は特に反抗的ではなかったが、朝鮮人は暴徒化し、警察官に襲いかかってきた。この事件で43人が逮捕された。
大津地方検察局を襲った集団には多数の女性、子供（朝日新聞では約150人中50人が子供としている）が含まれており、「女、子供を先頭にしてきたやり方は非常識」とする当時の検事正のコメントが残されている。

## 裁判
大津地方検察庁は、不退去罪、公務執行妨害罪、外国人登録令違反で、合計36人を起訴した。騒擾罪の適用も検討されたが見送った。裁判の結果、不退去罪については無罪とし、その他の罪については有罪判決を下した。